# 五木村定期観光バス
五木村定期観光バス（いつきむらていきかんこうバス）とは、産交バス（人吉）が2010年 - 2012年までの間、期間限定で運行していた定期観光バスである。愛称『いつきちゃん号』。2013年度以降運行されるかは不明。

## 概要
- 人吉市を発着し、球磨郡五木村を周遊する定期観光バスである。熊本県と五木村が策定した「ふるさと五木村づくり計画」の一環のひとつとして、熊本県が「熊本県五木村振興基金」を活用して取り組むもので、産交バスに運行を委託して行う。人吉方面を訪れる観光客を五木村まで誘客しようという狙いがある。
- 五木村に定期観光バスが運行されるのは初めてで、乗合バスが水没予定地を走るのは、平成12年以来約8年ぶりとなる。
- 愛称である「いつきちゃん号」は、一般公募によって決定した。
- 午前便は白滝公園など五木西小学校区を、午後便は樹齢600年を数える宮園の大イチョウなど五木北小学校区を運行する。両便ともに瀬目公園や子守唄公園、道の駅五木などにも立ち寄る。
- 乗車チケットは2日間（1往復）有効なので、宿泊での利用にも便利である。
- 2010年8月1日に運行開始し、同年11月28日までの毎週土曜日・日曜日及び祝祭日に運行された。1日2往復（午前・午後各1便）運行。

### 2011年度
- 2011年3月12日からの九州新幹線全線開通に伴い、主に関西方面や福岡方面からの新幹線利用客などにもスポットを当て、人吉・球磨地区へのさらなる観光客誘致を狙いこの日に合わせて運行を再開。今回のダイヤ改正は、新幹線が停車する新八代駅から乗換えで人吉方面へ向かう利用客にあわせ、JR人吉駅や高速バス各線が停車する人吉IC乗降口における停車において、JR・高速バスそれぞれへの乗り継ぎにも配慮したダイヤ設定となっている。
- 2011年3月12日〜同年11月20日までの期間限定。1日1往復の土曜・日曜・祝祭日のみの運行。
  - 6月1日〜7月15日の間は梅雨期のため運休となる。
  - 11月1日〜11月20日は紅葉シーズンのため平日も毎日運行する。

### 2012年度
- 前年までにおいての熊本県と五木村との共同による「熊本県五木村振興基金」を活用して運行を委託していたものから、本年度は村が独自において運行を委託することになった。運行コースは前年度までの人吉市内の老舗旅館『翠嵐楼』を起終点としていたものから「人吉産交」に変更ならびに青井阿蘇神社での乗降扱いが取りやめとなった以外は、運行内容・料金等は前年と同じで2012年4月28日より運行開始。同年12月2日までの期間限定で1日1便。なお、本年度は6月〜9月の期間は運行しない。
  - 4月・5月・10月は土曜・日曜・祝祭日のみの運行。
  - 11月1日〜12月2日は紅葉シーズンのため平日も毎日運行となる。

## 運行ダイヤ・運行会社
- 運行ダイヤ
  - 2012年度
    - 人吉産交10:05発、人吉産交16:03着

  - 2011年3月 - 同年11月
    - 翠嵐楼9:59発、人吉産交16:32着

  - 2010年8月 - 同年11月
    - 午前便 : 翠嵐楼9:50発、人吉産交14:26着
    - 午後便 : 人吉産交13:10発、翠嵐楼17:52着
- 運行会社 : 産交バス人吉営業所
  - 産交バス人吉営業所にて予約を受け付けているが、空席がある場合は予約なしでも乗車可能。乗車チケットは産交バス人吉営業所のほか、バス車内でも販売していた。

## 運行経路

### 2012年度
（）内は見学時間。人吉産交 - 人吉IC乗降口間は出発時は乗車のみ・人吉到着時は降車のみ（途中乗降不可）となる。
人吉産交 - 人吉駅 - 九日町 - 人吉IC乗降口 - 藤田＜ダム建設予定地＞ - 瀬目公園（20分） - 宮園の大イチョウ（25分） - 子守唄公園・道の駅五木（90分フリータイム） - 小八重橋 - 白滝公園（30分） - 水没予定地 - 道の駅五木（10分） - 人吉IC乗降口 - 九日町 - 人吉駅前 - 人吉産交
乗車券は2日間有効であるので、1日目において道の駅五木で下車後そのまま現地へ宿泊し、2日目に道の駅五木から乗車する事も可能（五木村の民宿において乗車チケットの特典が使用できる）。このほか、フリータイムの延長（小八重橋 - 水没予定地の見学時間をフリータイムに変更）も可能であり、食事や買い物に加え、温泉入浴や水没予定地散策なども楽しめる。

### 2011年度
翠嵐楼 - 人吉産交 - 人吉駅 - 九日町 - 人吉IC乗降口 - 藤田＜ダム建設予定地＞ - 瀬目公園（20分） - 宮園の大イチョウ（25分） - 子守唄公園・道の駅五木（90分フリータイム） - 小八重橋 - 白滝公園（30分） - 水没予定地 - 道の駅五木（10分） - 人吉IC乗降口 - 九日町 - 国宝・青井阿蘇神社（25分） - 人吉駅前 - 人吉産交 - 翠嵐楼

### 2010年（8月1日 - 11月28日）
- 午前便　※翠嵐楼 - 人吉IC乗降口間は乗車のみ、人吉IC乗降口 - 人吉産交間は降車のみ。
  - 翠嵐楼 - くまがわ荘 - 人吉産交 - 人吉駅 - 国宝・青井阿蘇神社 - 九日町 - 人吉IC乗降口 - 瀬目公園（10分） - 子守唄公園・道の駅五木（30分） - 水没予定地 - 白滝公園 - 小八重橋 - 道の駅五木（40分） - 人吉IC乗降口 - 九日町 - 国宝・青井阿蘇神社前 - 人吉駅前 - 人吉産交 - くまがわ荘 - 翠嵐楼
- 午後便　※人吉産交 - 人吉IC乗降口は乗車のみ、人吉IC乗降口 - 翠嵐楼間は降車のみ。
  - 人吉産交 - 人吉駅 - 国宝・青井阿蘇神社 - 九日町 - 人吉IC乗降口 - 瀬目公園（10分） - 子守唄公園・道の駅五木（30分） - 横手公園（10分） - 宮園の大イチョウ（15分） - 水没予定地（頭地資料館やませみ、25分） - 小八重橋 - 道の駅五木（40分） - 人吉IC乗降口 - 九日町 - 国宝・青井阿蘇神社前 - 人吉駅前 - 人吉産交 - くまがわ荘 - 翠嵐楼

## 使用車両
- 九州産交観光の中型貸切バスをリース
  - 車体には、五木村のゆるキャラ「いつきちゃん」が描かれたヘッドマーク（ステッカー）が貼られている。

※2010年の運行では小型一般路線車（日野・リエッセ）が普通バスと共通で運用されていた。